# Generalbas
Generalbas (Italiensk: Basso Continuo) er en spilleteknik, hvor man skaber akkompagnement ved at improvisere harmonier ud fra basnoder. Udtrykket henviser også til basnoderne selv. Generalbas var en alment populær teknik i barokmusik.